# Distrito de Kulm
Kulm é um distrito da Suíça, localizado no cantão de Argóvia. Tem 101,35 km² de área e sua população em 2019 foi estimada em 42.206 habitantes. Sua sede é a comuna de Unterkulm.

## Comunas
| Brasão         | Comuna         | População (31 de dezembro de 2019) | Área em km2 |
| -------------- | -------------- | ---------------------------------- | ----------- |
| Beinwil am See | Beinwil am See | 3.361                              | 5.78        |
| Birrwil        | Birrwil        | 1.149                              | 5.53        |
| Burg           | Burg           | 1.000                              | 0.94        |
| Dürrenäsch     | Dürrenäsch     | 1.260                              | 5.91        |
| Gontenschwil   | Gontenschwil   | 2.169                              | 9.74        |
| Holziken       | Holziken       | 1.474                              | 2.86        |
| Leimbach       | Leimbach       | 473                                | 1.14        |
| Leutwil        | Leutwil        | 758                                | 3.75        |
| Menziken       | Menziken       | 6.519                              | 6.38        |
| Oberkulm       | Oberkulm       | 2.725                              | 9.40        |
| Reinach        | Reinach        | 8.781                              | 9.48        |
| Schlossrued    | Schlossrued    | 835                                | 7.25        |
| Schmiedrued    | Schmiedrued    | 1.152                              | 8.65        |
| Schöftland     | Schöftland     | 4.427                              | 6.28        |
| Teufenthal     | Teufenthal     | 1.641                              | 3.57        |
| Unterkulm      | Unterkulm      | 3.134                              | 8.88        |
| Zetzwil        | Zetzwil        | 1.348                              | 5.81        |